# 레몬 법
레몬 법 (Lemon laws)이란 반복적으로 고장나고 수리의 질이 만족을 주지못하는 자동차나 소비상품에 대해 그것들을 구매한 사람에게 보상해 주는 미국의 주 법이다. BMW 연쇄 화재를 계기로 한국에서도 2019년부터 실행되어 소비자들을 보호한다. 레몬이라는 용어는 자동차, 트럭, 스포츠 유틸리티 자동차, 그리고 모터사이클과 같은 결합있는 차들을 설명하는데 자주 사용된다.

## 같이 보기
- "The Market for Lemons", 1970 paper by the economist George Akerlof